# Játssz a túlélésért
A Játssz a túlélésért (eredeti cím: Surviving the Game) 1994-ben bemutatott amerikai akciófilm-thriller Ernest Dickerson rendezésében. A film alapjául Richard Connell The Most Dangerous Game című 1924-es novellája szolgált, melynek fő motívumát (szórakozásból emberekre vadászó gazdagok) számos alkalommal feldolgoztak a filmvásznon. A főbb szerepekben Ice-T, Rutger Hauer és Gary Busey látható. 
A történet főszereplője egy hajléktalan férfi, akit egy üzletember tőrbe csal, így akarata ellenére egy embervadászat prédájává válik. 
Az Amerikai Egyesült Államokban 1994. április 15-én bemutatott film pénzügyi és kritikai szempontból is megbukott.

## Cselekmény
Jack Mason Seattle-ben élő hajléktalan férfi. Miután elveszíti mindkét barátját – a szintén hajléktalan Hanket és a kutyáját –, öngyilkosságra szánja el magát. Walter Cole, egy kifőzde dolgozója megmenti az életét és összehozza egy Thomas Burns nevű üzletemberrel, aki munkát ajánl neki, mint vadászati túravezető. A felkínált magas fizetés miatt Mason elfogadja az állást.
Burnsszel egy végtelen erdőséggel körülvett, elhagyatott faházhoz repülnek, ahol Mason találkozik a többi vadásszal, akik fejenként 50 ezer dollárt fizettek, hogy itt lehessenek. Az esti lakomán Burns és Cole mellett részt vesz Doc Hawkins, a vadászat alapítója és pszichopata pszichiáter, John Griffin texasi olajmágnás, továbbá a tehetős Derek Wolfe Sr. és fia, Derek Wolfe Jr., utóbbi eleinte nem tudja, valójában milyen vadászatra is érkezett. A vacsorán Mason kap egy csomag cigarettát és megismeri Hawkins múltját, amikor az elmeséli neki, apja hogyan kényszerítette gyerekként élethalálharcra a saját kutyájával.
Másnap Mason arra ébred, hogy Cole fegyvert szegez rá és közli vele: a vadászok nem állatokra, hanem Masonra fognak vadászni. A férfi kap némi előnyt, így gyorsan elmenekül, de meggondolja magát és visszatér a házba. A vadászok akcióba lépnek, de Wolfe Jr. elborzad az emberölés gondolatától, apja viszont nyomást gyakorol rá. Mialatt a vadászok az erdőben kutatnak zsákmányuk után, Mason fegyvereket keres a faházban, de gyomorforgató felfedezést tesz: egy zárt ajtó mögött rátalál a korábbi áldozatok levágott és preparált fejeire.
Mason felgyújtja a kabint, a vadászok visszaérkeznek és Hawkins verekedésbe keveredik Masonnel. Mason belöki őt a lángoló és hamarosan felrobbanó épületbe, ezzel végezve támadójával. Wolfe Jr. kimenti apját az égő házból és meglátja a menekülő Masont. A vadászat folytatódik, Mason pedig túljárva a vadászok eszén túszul ejti Griffint.
Az éjszaka során Griffin elmeséli neki, miért vesz részt az embervadászaton. Évekkel korábban a lányát egy hajléktalan férfi gyilkolta meg, ezért így akarja levezetni dühét. Továbbá felzaklatta Mason egy előző esti megjegyzése, amikor a családjáról kérdezték és szenvtelenül annyit válaszolt, megölte őket. Mason elmondja, hogy valójában nem ez történt: szerettei egy lakástűzben vesztették életüket és ő nem tudta megmenteni őket, azóta önmagát okolja a tragédiáért. Mason szabadon engedi Griffint, aki visszatér társaihoz és közli, nem folytatja a vadászatot, Cole ezért agyonlövi. A hajsza folytatódik, Mason felrobbantja egyik járművüket, Cole pedig súlyos sérüléseket szerez, Burns könyörületből végez vele. Wolfe Jr. baleset áldozata lesz, amikor a mélybe zuhan, apja bosszút esküszik.
Éjjel Mason egy küzdelemben legyőzi Wolfe Sr.-t, Burns pedig visszamenekül a városba. Napokkal később Burns visszatért Seattle-be, ahol próbál új személyazonosságot szerezni. Masonnek sikerül kijutnia az erdőből, visszatérni a városba és korábbi üldözője nyomára bukkanni. Verekedésbe keverednek, Mason összeveri Burnst és elveszi fegyverét, de ahelyett, hogy agyonlőné, elhajítja a fegyvert és távozik. Burns felkapja a fegyvert és rálő a hajléktalan férfira, ő azonban titokban eltömítette a fegyver csövét. A fegyver ezért visszafelé sül el, végezve Burnsszel. 

## Szereplők
| Színész           | Szerep           | Magyar hang          |
| ----------------- | ---------------- | -------------------- |
| Ice-T             | Jack Mason       | Dörner György        |
| Rutger Hauer      | Thomas Burns     | Ujréti László        |
| Charles S. Dutton | Walter Cole      | Kránitz Lajos        |
| Gary Busey        | 'Doc' Hawkins    | Rékasi Károly        |
| F. Murray Abraham | Wolfe, Sr.       | Barbinek Péter       |
| John C. McGinley  | John Griffin     | Szabó Sipos Barnabás |
| William McNamara  | Derek Wolfe, Jr. | Bolba Tamás          |
| Jeff Corey        | Hank             | Kenderesi Tibor      |

## Fordítás
- Ez a szócikk részben vagy egészben  a   Surviving the Game című angol Wikipédia-szócikk fordításán alapul.  Az eredeti cikk szerkesztőit annak laptörténete sorolja fel. Ez a jelzés csupán a megfogalmazás eredetét és a szerzői jogokat jelzi, nem szolgál a cikkben szereplő információk forrásmegjelöléseként.